# 慈溪市观城中学
30°10′59″N 121°24′40″E / 30.18306°N 121.41111°E
慈溪市观城中学，简称观城中学，当地人亦称之为“观中”，是浙江省二级重点中学，是民间教学联盟——“同舟组织”的成员之一。学校资金由政府全额财政拨款。观城中学现有35个班级，共有教职工与学生近2000人。

## 校史沿革
- 1974年，观城中学创建，其前身是1955年创建的慈溪县东山中学[2]。早期校区位于观海卫古城东部上横街村。
- 1988年11月，慈溪撤县建市，校名改为“慈溪市观城中学”[2]。
- 2000年，该校迁往位于城北的卫山脚下的新校区[3]。
- 2003年，新校区进行扩建，扩建面积达30亩。

## 地理位置
观城中学位于慈溪市观海卫镇卫山脚下，为观海卫城之北。其也位于当地教育中心带，西邻观海卫初级中学，东邻观海卫中心小学，东北方向则是慈溪市锦堂师范（锦堂高级职业中学），向南1公里处是慈溪市第二实验小学。

## 基础设施
- 行政楼
- 教学楼
- 实验楼
- 男生宿舍楼
- 女生宿舍楼
- 教师宿舍楼

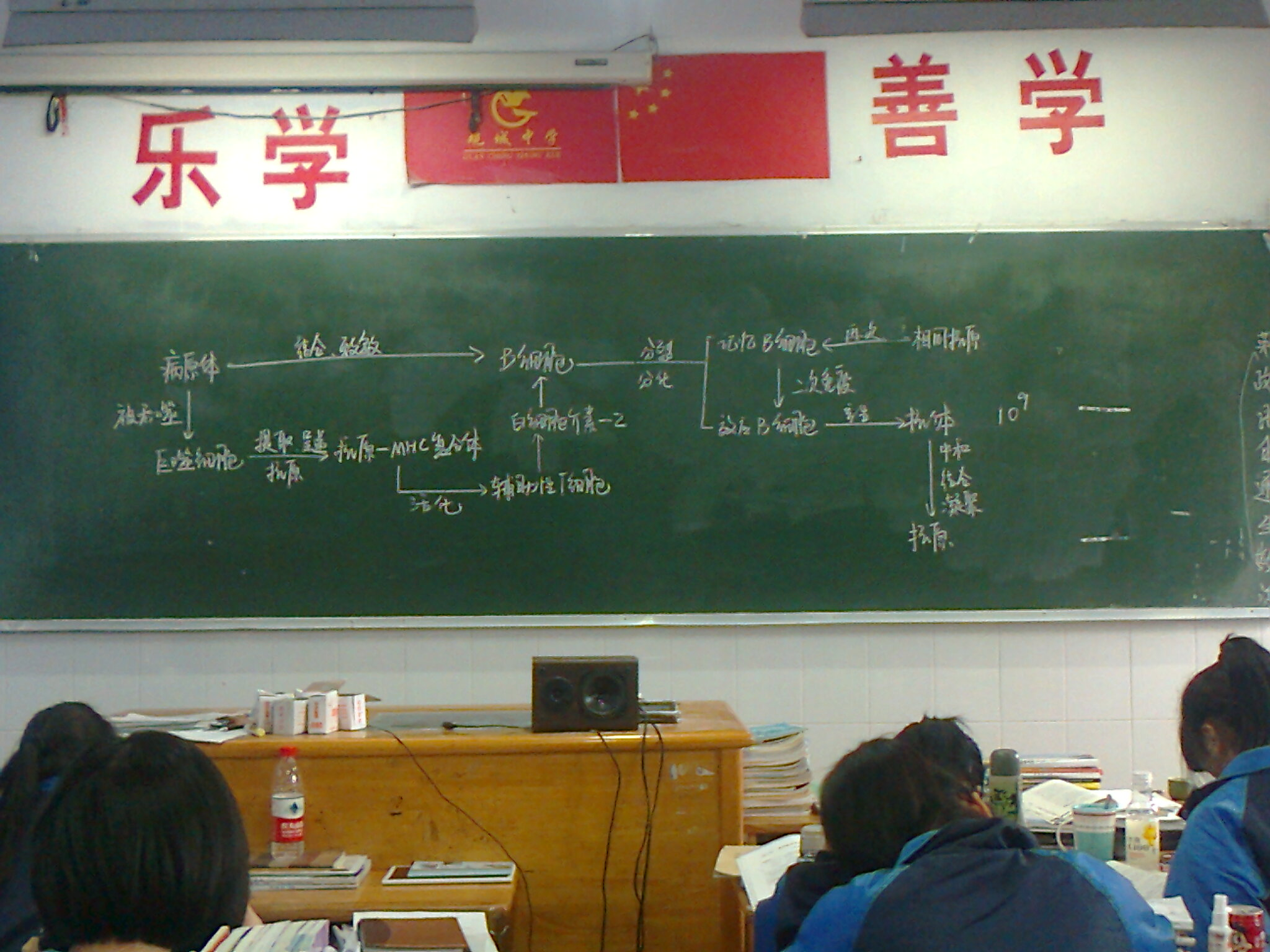
观城中学课堂

- 食堂：当前推行食堂专人巡查制度，以增强师生的饮食安全性[4]。
  - 第一食堂
  - 第二食堂
  - 第三食堂
  - 第四食堂
- 体艺馆

## 相片

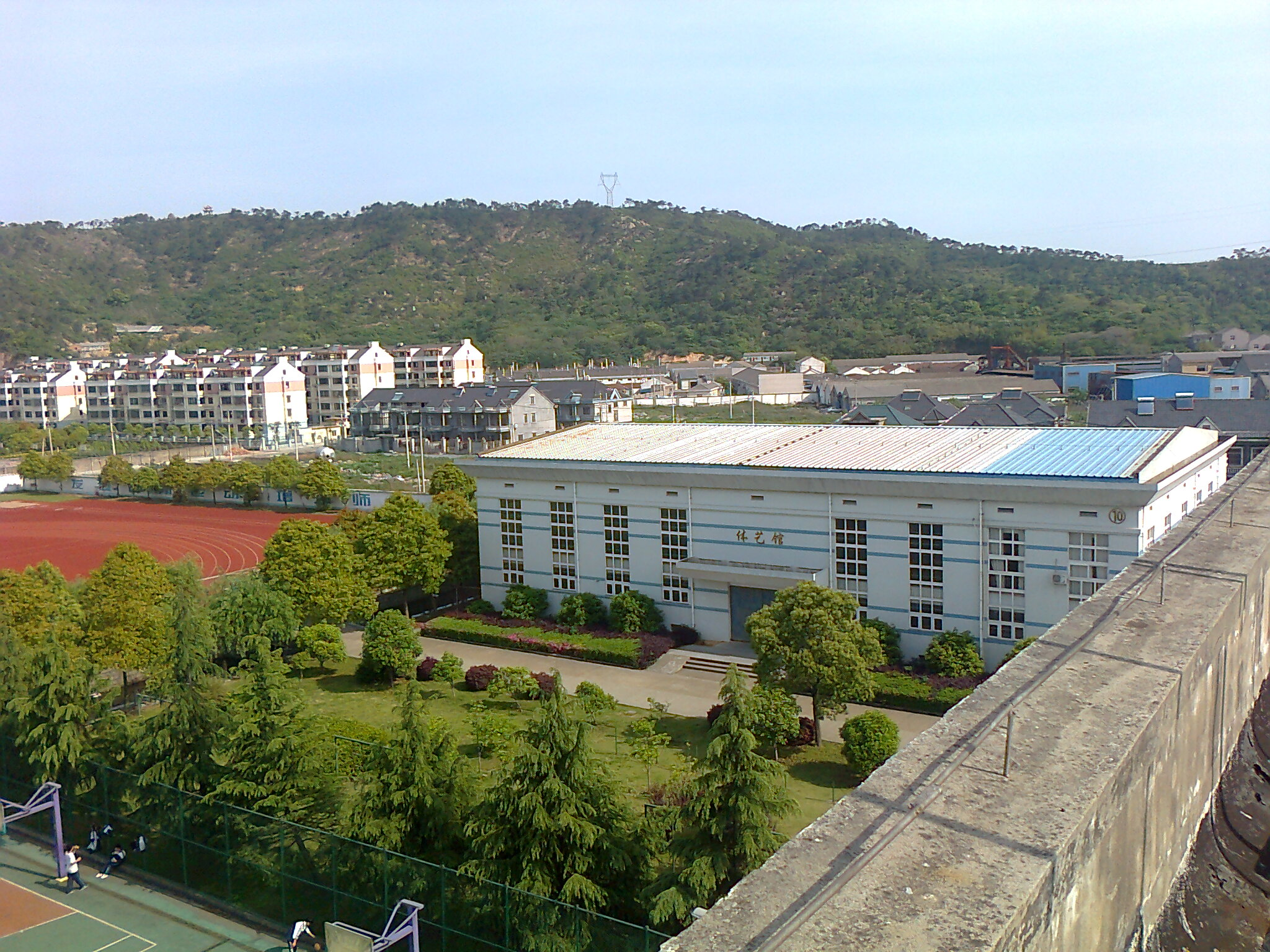
体艺馆
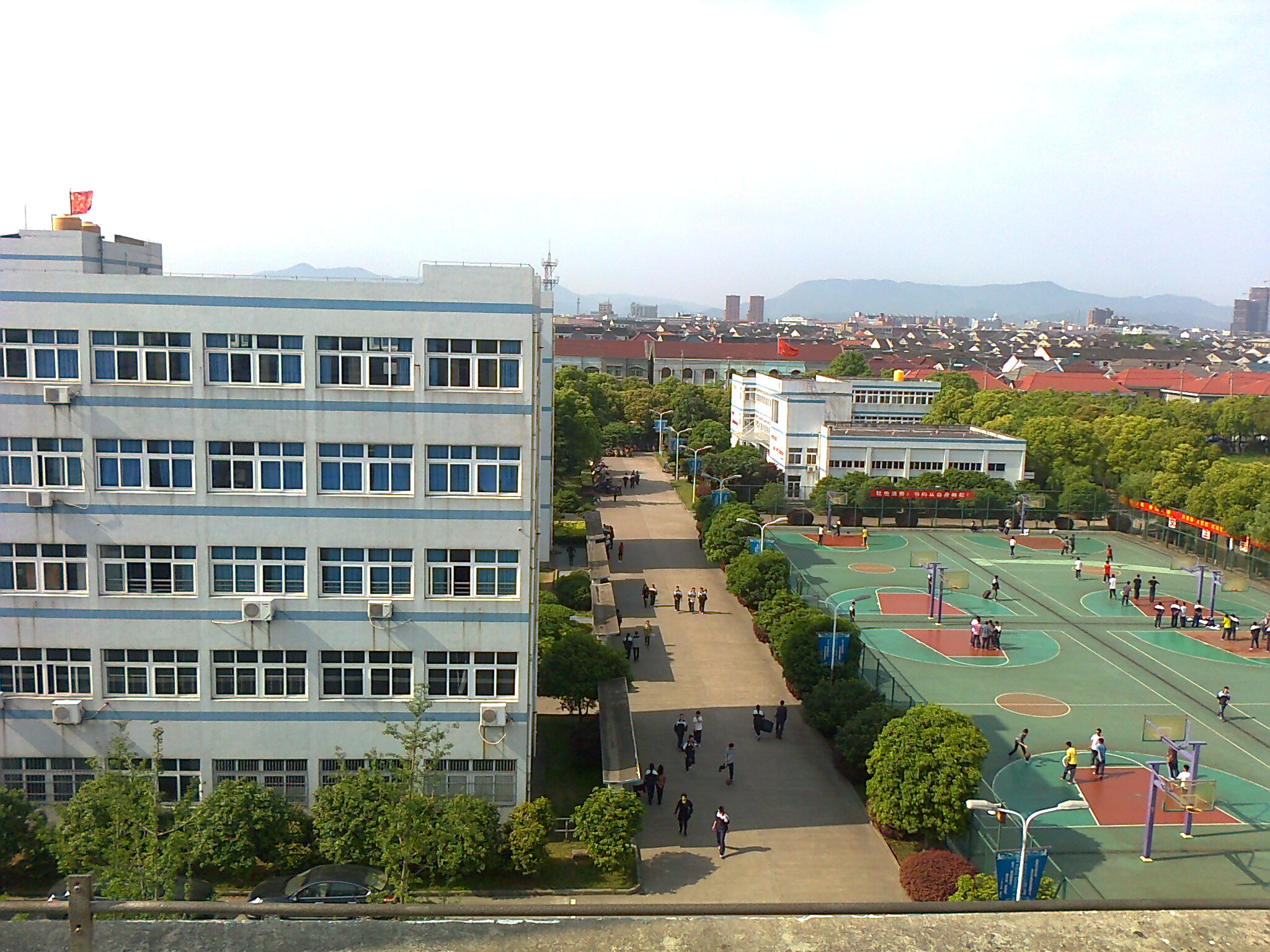
中大路
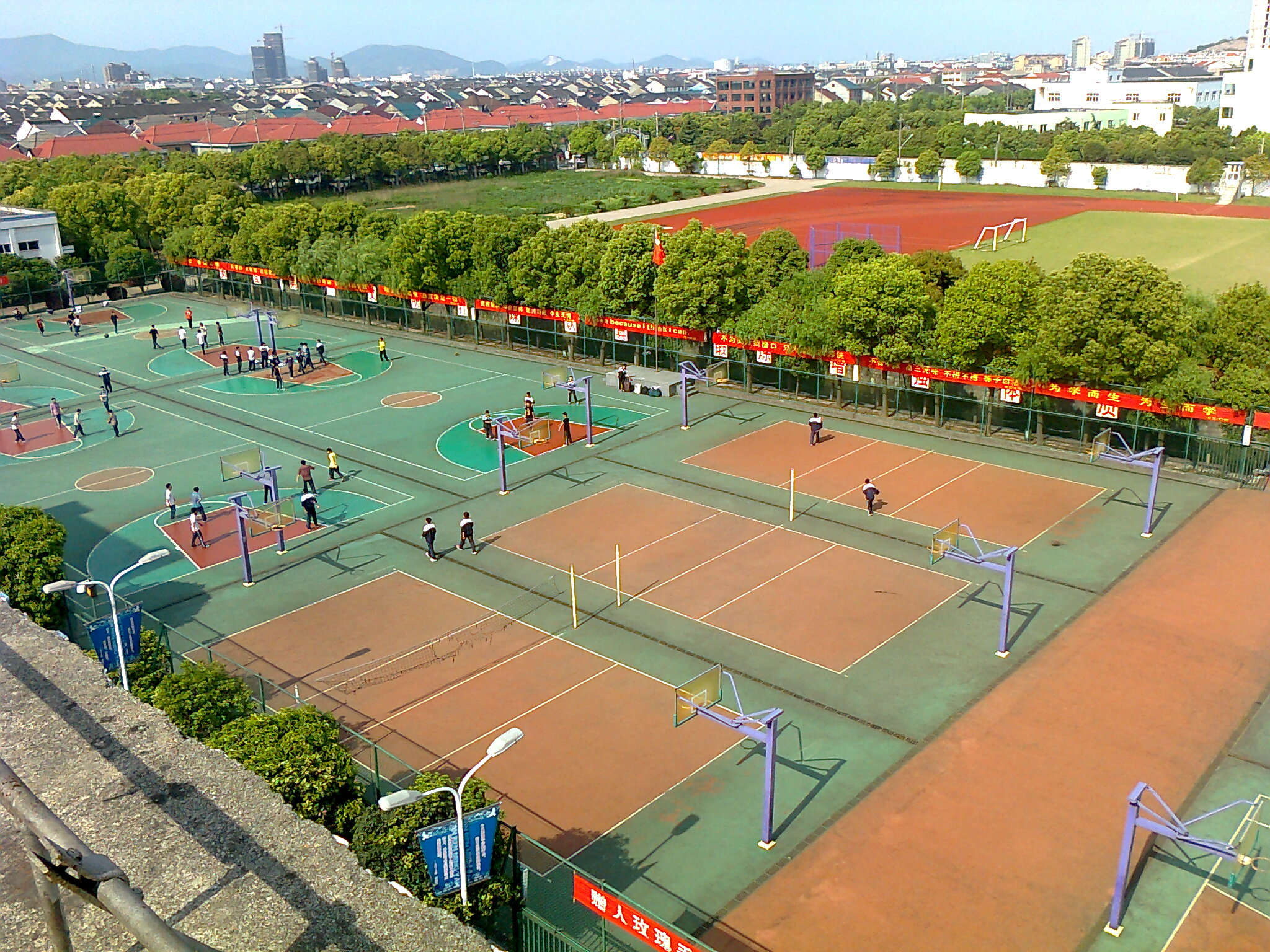
篮球场
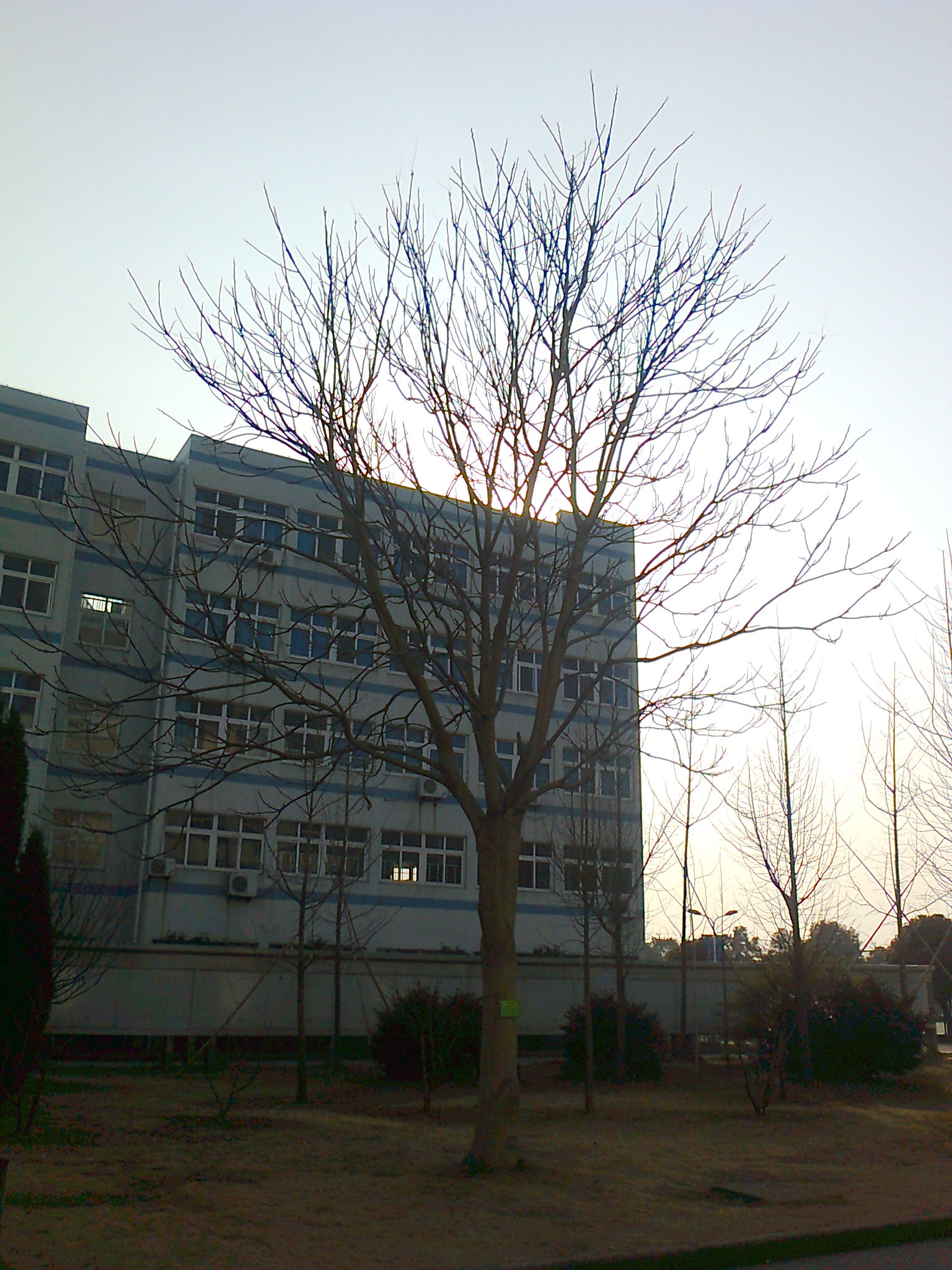
男生宿舍前的树
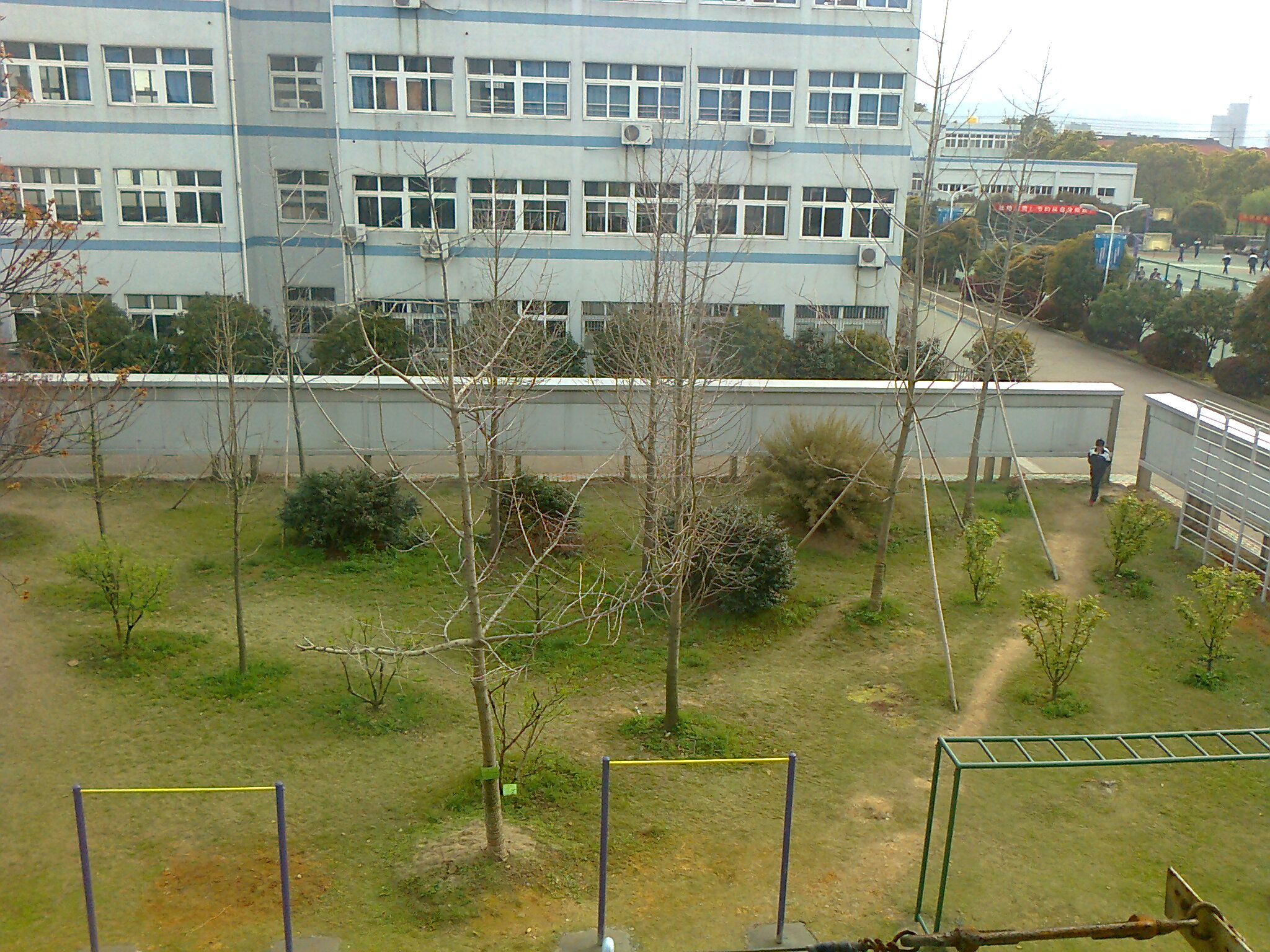
男生宿舍前的银杏树（春天）
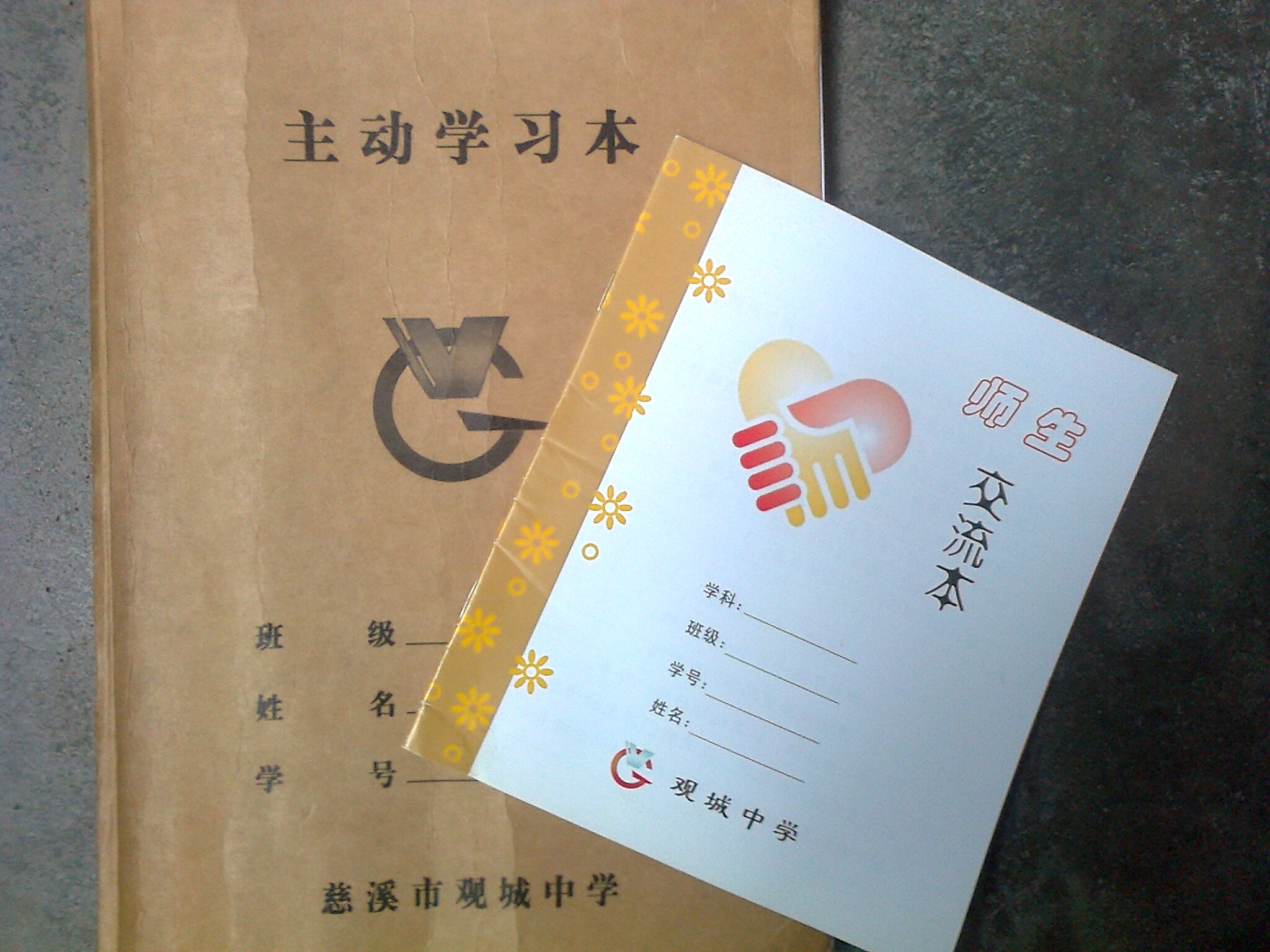
师生交流本和主动学习本

## 校园活动
- 全校运动会
- 五四大合唱
- 元旦迎新晚会
- 校园歌手大赛[5]
- 各社团活动
- 关于地震、火灾的安全疏散演练活动[6]
- 春游、社会实践
- 新高一军训：训练地点可以在校内，可以在宁波市青少年绿色学校[7]，也可以在宁波大桥生态农庄的青少年素质教育基地。

## 学校基金

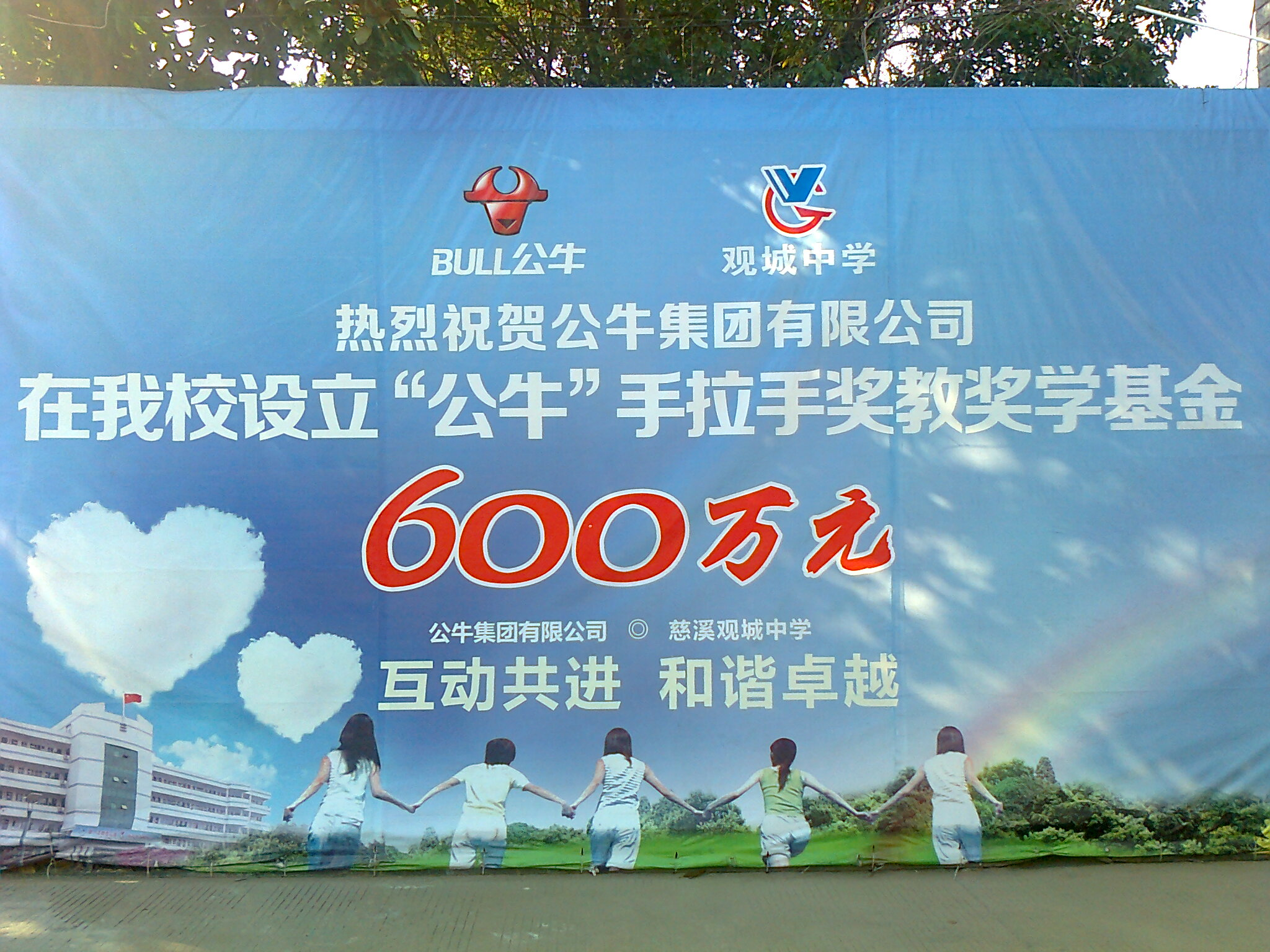
公牛集团在观城中学设立600万元“手拉手”奖教奖学基金

2013年9月，公牛集团在观城中学设立600万元“公牛”手拉手奖教奖学基金会。其首届发放仪式共发放奖教奖学基金28.35万元，受助师生达129人次。

## 行政单位
| 行 政 单 位 |         |                                                            |
| ----------- | ------- | ---------------------------------------------------------- |
| 行 政 单 位 | 校长    | 有校长助理、副校长                                         |
| 行 政 单 位 | 党支部  | 内有共青团、学生会                                         |
| 行 政 单 位 | 教代会  | 工会（内有女工委员会、综合服务部）、教育教学咨询会         |
| 行 政 单 位 | 副校长1 | 內有校务办（人事、档案、网管、校史）                       |
| 行 政 单 位 | 副校长2 | 教务处（內有教研室、教科室、文印室、图书阅览、电脑多媒体） |
| 行 政 单 位 | 副校长3 | 管理生辅、徳辅、班主任                                     |

## 学生社团
- “石花”文学社
- 音悦社
- 动漫社
- 羽霖社
- 篮球社
- 乒乓球社
- 足球社

## 其他

### 周边环境影响
迁入新校区初期，周围较为安静。在当地城市化进程较快的情况下，闹市区外扩。又由于现校址东依东山南路，南面镇环城北路，故交通繁忙，一定程度上开始影响教学。

### 校园趣闻

#### 男生同床睡受处分
2013年9月27日晚，男生518寝室内，高一（7）班两个男生因同床共寝，被学校生辅施亦萍老师发现，便受到了政教处通报批评处分。通报称，“学校床小，难以承受过多重量；同学情深，也不体现在同床共枕，望广大同学以此为鉴，严格遵守就寝纪律，切实提高安全意识。”学校政教处对此事件的态度是，处罚高一新生是为了让他们提高对学校规章制度的认识，同时注重学生安全。